# Рейнська операція

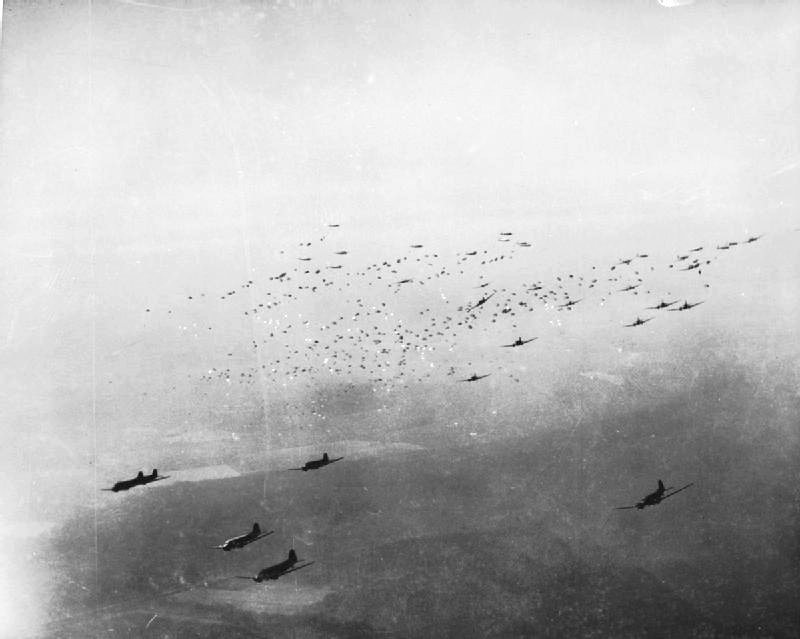
Десантування союзників з транспортних літаків С-47 в ході операції «Версіті», складової частини операції «Пландер». 24 березня 1945

Рейнська операція або Операція «Пландер» (англ. Operation Plunder) — стратегічна наступальна операція військ західних союзників з форсування Рейну та прориву вглиб території Німеччини. 24 березня 1945 року союзні війська перетнули річку Рейн в районі міст Везель, Рес, і в смузі, розташованої південніше від річки Ліппе, створивши плацдарми на східному березі Рейну. Операція «Пландер» проводилася силами британської 2-ї армії під командуванням генерал-лейтенанта сера Майлза Демпсі, і американської 9-ї армії під командуванням генерал-лейтенанта Вільяма Х.Сімпсона.
Операція «Пландер» розпочалася силами передових загонів британської 51-ї Хайлендської піхотної дивізії о 21:00 годину 23 березня. За нею прослідкували інші підрозділи британських військ, які висадилися в смузі між Везель і Рес о 2:00 годин 24 березня. Спочатку противник в нічних умовах не помітив висадки ворожого десанту, й не чинив ніякого опору, однак, незабаром британці зіткнулися з рішучим опором німецьких військ. Після запеклої боротьби на берегу противника, британські командос зі складу 1-ї бригади спеціального призначення прорвалися вглиб оборони німців та увірвалися на околицю Везель, створивши тим самим надійний плацдарм на іншій стороні Рейну.
Після перших успішних дій по захопленню плацдармів на протилежному березі, союзники також розпочали операцію «Версіті», повітрянодесантну операцію, яка мала підтримувати 2-гу британську армію та 9-ту армію США у виконанні ними завдань, щоб забезпечити утримання позицій на іншій стороні Рейну. Десантування військ проводилося силами британської 6-ї повітрянодесантної та американської 17-ї повітрянодесантної дивізій. Спільними діями десант мав задачі захоплення міста Гаммінкельн та району гори Шнаппенберг, й утримати три мости через річку Альте Іссель.
До кінця 24 березня 1945 війська 21-ї групи армій союзників захопили на правому березі Рейну кілька плацдармів глибиною від 10 до 12 км.